# Hippocrepis emerus
Hippocrepis emerus — вид багаторічних рослин, що належать до роду Hippocrepis родини Fabaceae.

## Морфологічна характеристика
Це напівкущ 0.3–2.5 метра. Гілки притиснуто волосисті, пізніше голі. Листки 2–5 см завдовжки, зелені, перисті, з 2–4 парами клинуватих листочків; листочки обернено-яйцюваті, 10–20 × 7–10 мм. Квітконоси в 2–3 рази довші за листя. Зонтики 1–8-квіткові. Віночки 14–22 мм, яскраво-жовті, кігтики більш ніж удвічі довші за чашолистки. Боби 5–11 × 0.2 см.

## Поширення
Вид росте в Європі (пд. Норвегія, пд. Швеція, Чехія, Словаччина, Австрія, Ліхтенштейн, Швейцарія, Німеччина, Угорщина, Україна [Крим], колишня Югославія, Албанія, Болгарія, Греція, Італія (у т. ч. Сардинія, Сицилія), Румунія, сх. Іспанія, Франція (у т. ч. Корсика), Мальта), Північній Африці (пн. Лівія, Туніс), Західній Азії (Кіпр, Ліван, Туреччина, Грузія). Росте серед чагарників, особливо на основних ґрунтах.

## Використання
Рослина збирається з дикої природи для місцевого використання як ліки та барвник. Його часто вирощують як декоративну рослину в садах, особливо цінуючи за тривалий період цвітіння.

## Галерея

загальний вигляд
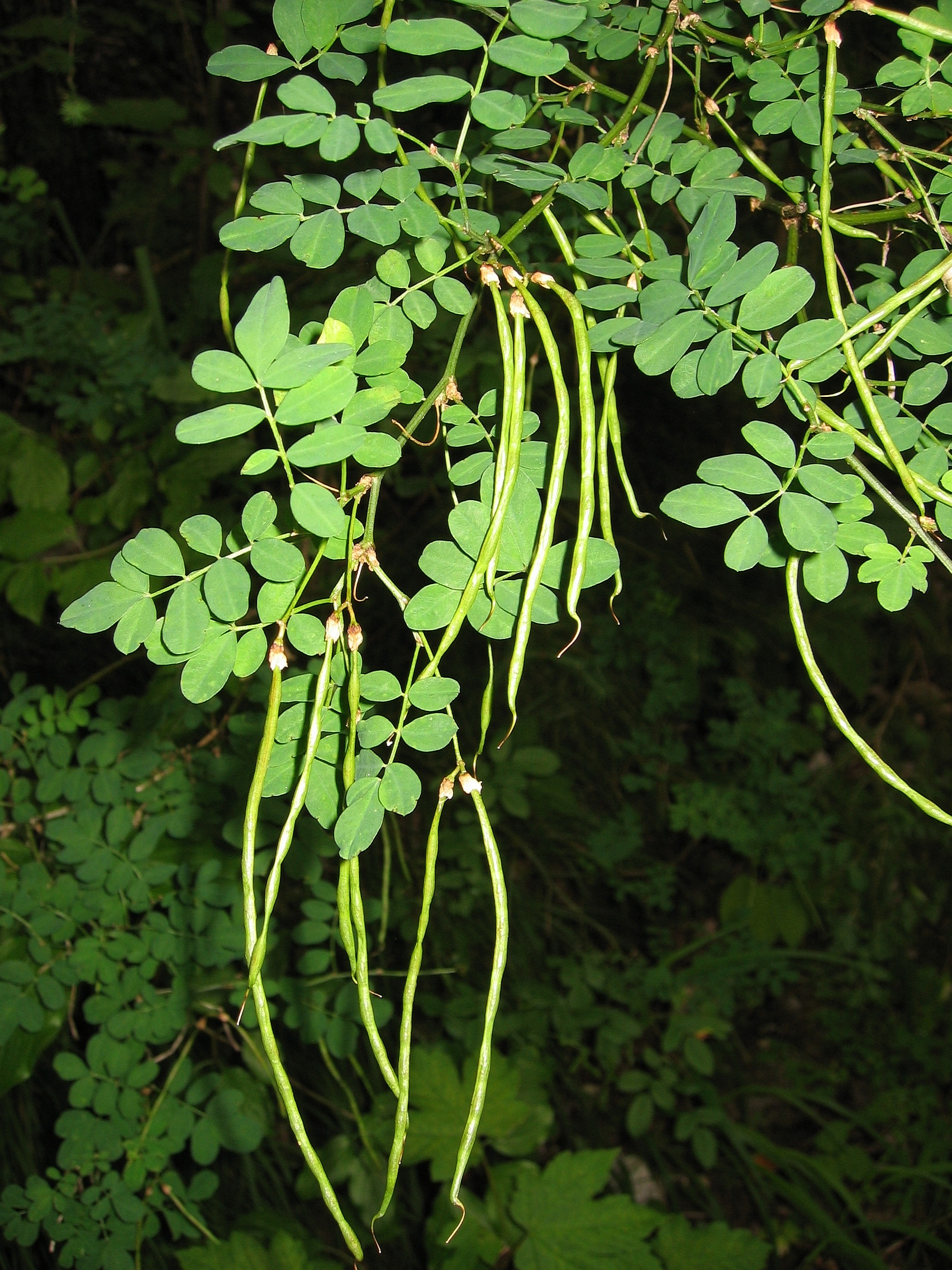
плоди
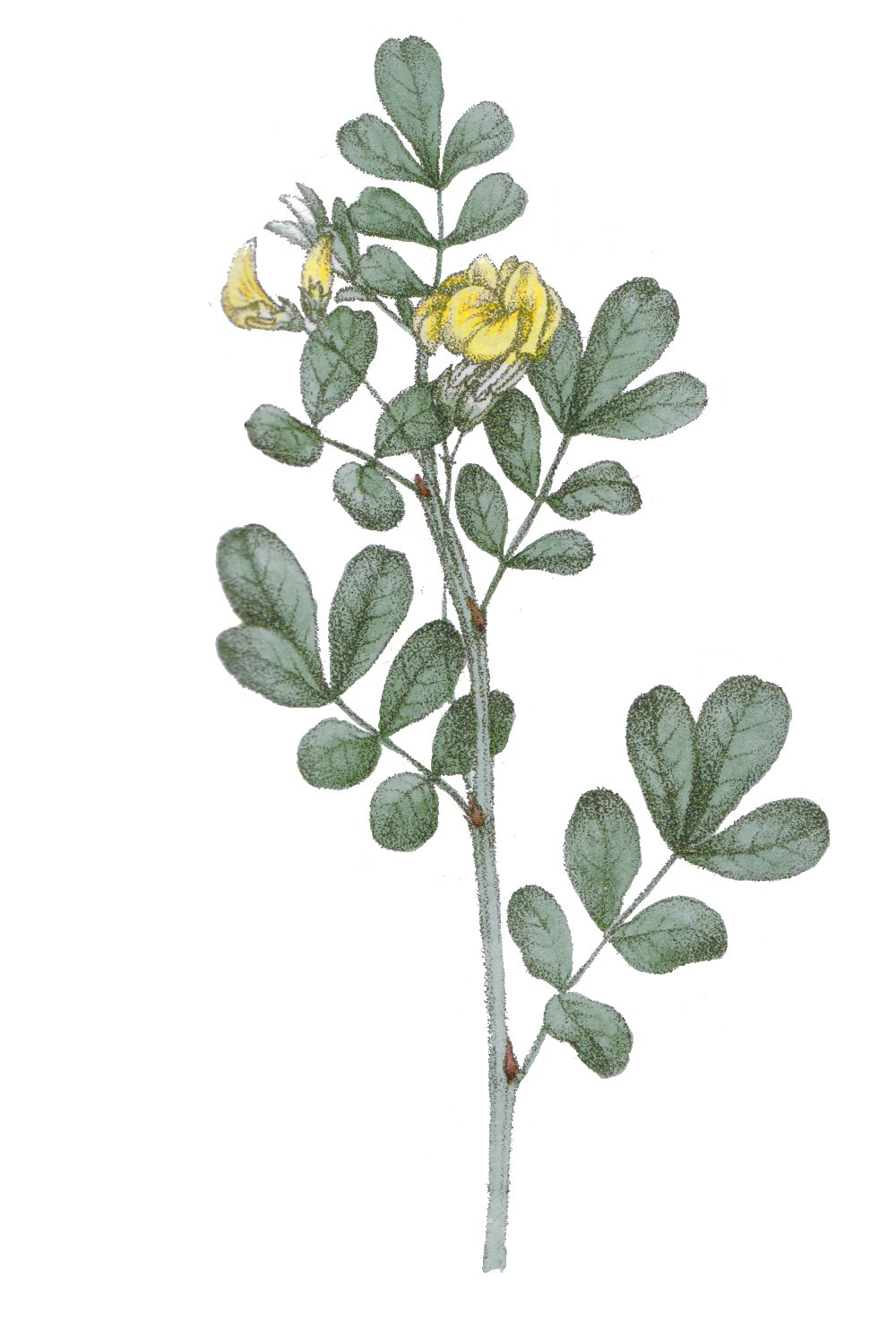
ілюстрація